# Controlador de vuelo

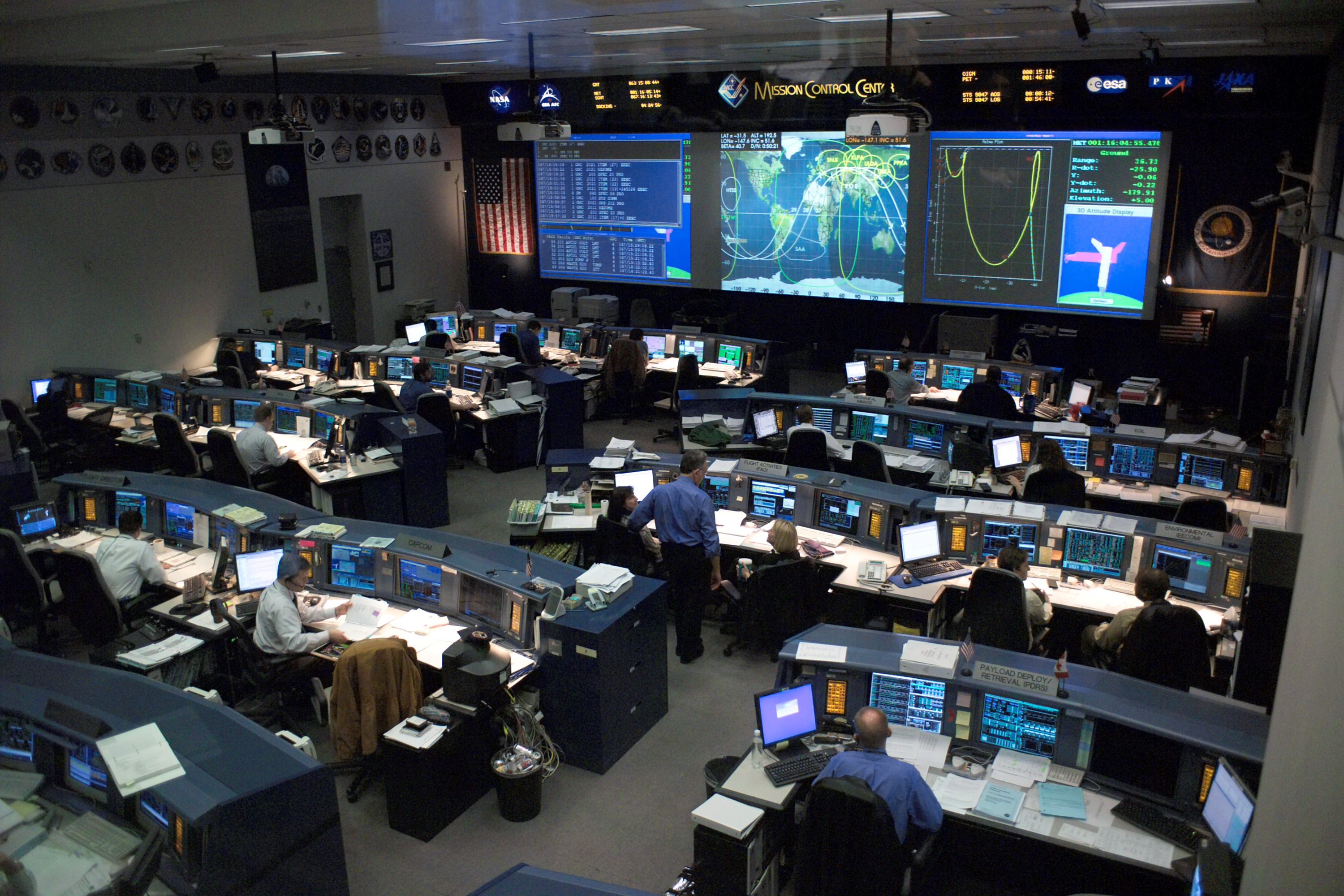
Centro de Control de Misión del Centro Espacial Lyndon B. Johnson de Houston en 2005.

Un controlador de vuelo, en referencia a los vuelos espaciales, es una persona que trabaja en un centro de control de misión asistiendo a una determinada misión espacial. Los controladores de vuelo utilizan consolas de computadora para, mediante telemetría y telecontrol, monitorizar y adaptar los diversos parámetros técnicos en tiempo real. Cada controlador es experto en un área específica y se comunica constantemente con otros expertos. El "director de vuelo" es la persona que dirige y supervisa las actividades de un equipo de controladores de vuelo y tiene la responsabilidad general sobre el éxito y la seguridad de la misión.

## NASA
La sala donde trabajan los controladores de vuelo de la NASA se denominaba Sala de Control de Operaciones de la Misión o MOCR (Mission Operations Control Room), y ahora se llama Sala de Control de Vuelo o FCR (Flight Control Room). Los controladores de vuelo que trabajan allí son expertos en sistemas individuales y hacen recomendaciones al director de vuelo relativas a sus áreas de responsabilidad. Cualquier controlador puede solicitar la interrupción de un vuelo espacial si las circunstancias lo requieren.
Antes de cualquier evento importante, el director de vuelo camina por la sala y le pide a cada controlador que tome la decisión de continuar adelante o cancelar, un procedimiento también conocido como “verificación del estado del lanzamiento”. Si todos los factores son buenos, cada controlador responde "GO" (continuar), pero si hay un problema que requiere una espera o un aborto, la respuesta es "NO GO" (no continuar). Otra forma de este procedimiento es el "STAY / NO STAY" (permanecer / no permanecer), cuando la nave espacial ha completado una maniobra y está ahora estacionada en relación con otro cuerpo, incluida una nave espacial en órbita alrededor de la Tierra o de la Luna, o durante un alunizaje.

### Funciones
En la NASA hay un cierto conjunto de roles y jerarquía establecidos en el equipo de control de vuelo de cada misión, aunque el número de controladores involucrados y la función que realiza cada uno puede variar con cada programa o misión. Sin embargo, cada función tiene una nomenclatura estandarizada y siempre se la referencia de la misma forma. Estos son algunos ejemplos históricos de estas funciones y sus respectivos códigos de llamada:
- Director de Vuelo (FLIGHT)
- Director de Operaciones (MOD)
- Comunicador de Cápsula (CAPCOM)
- Cirujano de Vuelo (SURGEON)
- Oficial de Relaciones Públicas (PAO)
- Ingeniero de Propulsión (BOOSTER)
- Oficial de Control (CONTROL)
- Gerente de Electricidad, Ambiente y Consumibles (EECOM)[9]
- Oficial de Actividades de Vuelo (FAO)
- Oficial de Dinámica de Vuelo (FIDO)
- Oficial de Orientación (GUIDO)
- Ingeniero de Guiado, Navegación y Control (GNC)
- Oficial de Instrumentos y Comunicaciones (INCO)
- Oficial de Red Terrestre (NETWORK)
- Oficial de Organización y Procedimientos (O&P)
- Oficial de Retrocohetes (RETRO)
- Ingeniero de Sistemas de Procesado de Datos (DPS)
- Oficial de Actividad Extravehicular (EVA)